# 余义明 (政治人物)
余义明（1903年1月18日—？），湖北省黄安县高桥区新田铺村人。乳名德生，学名泽涵，曾用名余文治、余达三。中国近代政治人物。

## 生平
1916年6月在私塾读书。1918年进入黄安高等小学学习。1921年春季考入董必武等创办的武昌私立武汉中学上学。1923年秋，加入中国国民党，1924年秋，由董必武、陈潭秋介绍加入中国共产党。曾在黄安县启黄中学工作。1924年7月，由董必武介绍到广东考入黄埔军校第二期工科。学习不到三个月因病退学，病好后曾在韶关北伐军鄂军总指挥部当书记。1925年2月回到武昌，两个月后由董必武介绍到中国国民党湖北省党部担任技术书记兼组织干事。1927年1月被调为中共湖北省委组织干部，并被派到黄陂、孝感、安陆等县视察党务工作和群众运动工作，参加1927年4月下旬召开的中国共产党第五次全国代表大会秘书处工作。
7月间，桂系军阀在武汉展开血腥屠杀，被组织派到黄安县工作，担任县委组织委员兼黄安县民主政府的秘书长。同年冬，被上级指派为中共黄安县委书记。1928年3月，参加王树声率领赤卫队进行的武装暴动。同年秋参加鄂豫皖区党代表会议，被推为特委书记。1929年春辞去书记一职任组织委员。后又辞去组织委员任黄陂县委书记。后到上海找中央，请求调动工作。陈潭秋几次动员仍回大别山，坚决拒绝，以致脱党变节。1937年全国抗战开始后，曾先后担任湖北省房县、黄安县县长。中华人民共和国成立后，任武汉市文史馆馆员。